# Stichopogon inaequalis
Stichopogon inaequalis là một loài ruồi trong họ Asilidae. Stichopogon inaequalis được Loew miêu tả năm 1847. Loài này phân bố ở vùng Cổ Bắc giới.